# Конвенція
Конвенція (лат. conventio — договір, угода) — різновид міжнародного договору.
Конкретні ознаки, за якими той чи інший договір слід називати конвенцією, виділити важко. Швидше можна вести мову про традиції називати договори певного типу чи змісту конвенціями.
Можна сказати, що конвенція — це угода між суб'єктами міжнародного права, що регулює між ними відносини через створення взаємних прав та обов'язків.
Як правило, назву конвенції отримують багатосторонні угоди.
Серед двохсторонніх угод конвенціями як правило називають угоди з консульських, поштових, транспортних та інших питань.
Важливо, що конвенція регулює весь комплекс питань, пов'язаних з відповідною темою.